# 贝利·豪厄尔
贝利·E·豪厄尔（英語：Bailey E. Howell，1937年1月20日—），美国NBA联盟前职业篮球运动员。他在1959年的NBA选秀中第1轮第2顺位被底特律活塞选中。